# 小泉紀介
小泉 紀介（こいずみ きすけ、6月6日 - ）は、日本の男性音響監督。株式会社奏代表取締役。

## 来歴・人物
1997年4月から神南スタジオで活動していたが、2016年2月22日を以て神南スタジオを離れ、音響制作会社「奏」（かなで）を立ち上げた。

## 参加作品
※特記のない限り、音響監督としての参加。

### テレビアニメ
2000年
- 真・女神転生デビルチルドレン（録音制作担当）
- 遊☆戯☆王デュエルモンスターズ（音響制作）

2001年
- テニスの王子様（制作）
- バンパイヤン・キッズ（音響制作）

2002年
- 奇鋼仙女ロウラン ※藤山房伸と連名
- フォルツァ!ひでまる（音響制作）

2004年
- 愛してるぜベイベ★★（音響制作）
- 遊☆戯☆王デュエルモンスターズGX（録音制作担当）

2005年
- 涼風（音響制作協力）

2006年
- 人造昆虫カブトボーグ V×V
- 妖怪人間ベム-HUMANOID MONSTER BEM-（音響制作協力）

2007年
- もえたん（音響制作担当）
- ゆめだまや奇談（音響制作）

2008年
- RD 潜脳調査室（音響制作）
- 図書館戦争（音響制作）

2009年
- 戦国BASARA（音響制作）

2010年
- 書家

2012年
- あらしのよるに ひみつのともだち
- うーさーのその日暮らし
- Zoobles!（録音・ミキシング）※Lee Hwan-Woo、Kang Sung-Minと連名
- 戦国コレクション（音響制作）

2013年
- ぢべたぐらし あひるの生活
- ゆうとくんがいく

2014年
- うーさーのその日暮らし 覚醒編
- オレん家のフロ事情
- 株式会社きゅーか くさなぎ社長と秘書ロジコマ
- 寄生獣 セイの格率（音響制作）
- 戦国無双SP 〜真田の章〜
- ひめゴト
- BABYGAMBA
- 魔法少女大戦

2015年
- うーさーのその日暮らし 夢幻編
- 温泉幼精ハコネちゃん
- 戦国無双
- ふなっしーのふなふなふな日和

2016年
- ALL OUT!!
- 想いのかけら
- 虹色デイズ
- ねこねこ日本史
- パンでPeace!

2017年
- 十二大戦
- ねこねこ日本史（第2シリーズ）
- マーベル フューチャー・アベンジャーズ

2018年
- アンゴルモア 元寇合戦記
- 俺が好きなのは妹だけど妹じゃない
- 逆転裁判 〜その「真実」、異議あり!〜（Season2）
- 中間管理録トネガワ
- ねこねこ日本史（第3シリーズ）
- マーベル フューチャー・アベンジャーズ（シーズン2）

2019年
- かつて神だった獣たちへ
- どろろ
- まんなかのりっくん

2020年
- ＜Infinite Dendrogram＞-インフィニット・デンドログラム-
- ID：INVADED イド：インヴェイデッド
- うちタマ?! 〜うちのタマ知りませんか?〜
- 痛いのは嫌なので防御力に極振りしたいと思います。
- LISTENERS リスナーズ
- 禍つヴァールハイト -ZUERST-
- のりものまん モービルランドのカークン
- しまじろうのわお!
- THE GOD OF HIGH SCHOOL ゴッド・オブ・ハイスクール
- キングダム（第3シリーズ）

2021年
- 迷宮ブラックカンパニー
- 恋と呼ぶには気持ち悪い
- シャドーハウス
- うらみちお兄さん
- 180秒で君の耳を幸せにできるか?

2022年
- キングダム（第4シリーズ）
- 錆喰いビスコ
- ハコヅメ〜交番女子の逆襲〜
- サマータイムレンダ
- シャドーハウス（第2期）
- チェンソーマン

2023年
- とんでもスキルで異世界放浪メシ
- わたしの幸せな結婚
- AIの遺電子
- レヱル・ロマネスク2

2024年
- トリリオンゲーム
- チ。-地球の運動について-

2025年
- ギルドの受付嬢ですが、残業は嫌なのでボスをソロ討伐しようと思います
- わたしの幸せな結婚（第2期）
- あらいぐま カルカル団
- アン・シャーリー

### OVA
2005年
- OVAL×OVER（音響制作）

2010年
- ひよ恋（音響制作）

2015年
- ヒーローカンパニー

2018年
- ヤリチン☆ビッチ部

### 劇場アニメ
1999年
- こちら葛飾区亀有公園前派出所 THE MOVIE（音響制作協力）

2004年
- DEAD LEAVES（音響制作）

2005年
- 劇場版 テニスの王子様 二人のサムライ The First Game（音響制作）※立石弥生と連名
- 劇場版 テニスの王子様 跡部からの贈り物 〜君に捧げるテニプリ祭り〜（音響制作）※立石弥生と連名

2006年
- はなれ砦のヨナ

2009年
- アジール・セッション（アフレコ演出）
- チョコレート・アンダーグラウンド〜ぼくらのチョコレート戦争〜（音響制作）

2010年
- ルー=ガルー

2011年
- たんすわらし。

2012年
- わすれなぐも

2013年
- Kick-Heart

2014年
- ジョバンニの島（音響制作担当）※立石弥生、阿部秀平、長嶋篤史と連名

2020年
- 囀る鳥は羽ばたかない

### Webアニメ
2007年
- 星空キセキ

2015年
- 弱酸性ミリオンアーサー

2017年
- アフリカのサラリーマン
- カラダ探し
- できるかな
- ひとり暮らしの小学生

2019年
- Spin-off!

2023年
- おでかけ子ザメ

2024年
- 餓狼伝: The Way of the Lone Wolf
- ゴーゴートに乗って

### ゲーム
2002年
- ジョジョの奇妙な冒険 黄金の旋風

2005年
- イレギュラーハンターX

2011年
- My sweet ウマドンナ 〜僕は君のウマ〜

2012年
- My sweet ウマドンナ2 〜ウマすぐ Kiss Me〜

2016年
- Starhorse Pocket

### ドラマCD
- あなたを密室で取り調べCD 第4弾 組織犯罪対策課 戸塚駿編（CV：柿原徹也）（ディレクター）
- Quad Cross
- スーパーメイドちるみさん

#### BLCD
- 愛人☆淫魔
- 兄貴上等（音響演出）
- 甘い罪の果実（制作担当）
- 石黒和臣氏の、ささやかな愉しみ（音響制作担当）
- 偽りのアルカネット ボイスドラマ（音響演出）
- エスケープジャーニー
- 王子様☆ゲーム（音響制作）
- カーストヘヴン（音響演出）
- 神様の腕の中（音響演出、音響制作）
- 危険な保健医カウンセラー（音響制作）
- 鬼畜眼鏡シリーズ
  - 鬼畜眼鏡 ドラマCD -眼鏡装着盤II-（音響演出）
  - 鬼畜眼鏡 ドラマCD -眼鏡非装着盤II-（音響演出）
  - 鬼畜眼鏡 ドラマCD -克哉×克哉 延長戦-
  - 鬼畜眼鏡 ドラマCD -柘榴盤-（音響演出）
  - 鬼畜眼鏡で“ゆく年くる年”-克哉×本多編-（音響演出）
- きみには勝てない!（音響制作）
- きわどい賭（音響演出） ※三ツ矢雄二と連名
- 恋シリーズ
  - 支配者の恋
  - 征服者の恋
  - 独裁者の恋
  - 誘惑者の恋
- コイ茶のお作法（音響演出、音響制作）
- されど不敵なヤツら（演出）
- JUNK！BOY シリーズ
  - JUNK！BOYS 1 〜ジャンク ボーイズ〜（音響演出）
  - JUNK！BOYS 2 〜シンデレラを探せ！〜（音響演出）
  - JUNK！BOY なつやすみ号 2014付録CD（音響演出）
- 私立翔瑛学園男子高等部 倉科先生の受難
- ジンジャーハニー MAGAZINE BE×BOY 2014年7月号付録（音響演出）
- 新宿Guardianシリーズ
  - 新宿Guardian（音響制作）
  - 新宿Guardian〜3rd mission〜（音響制作）
  - 新宿Guardian〜Final mission〜（音響制作）
- スーツを脱いだあと…
- SecondSecret ドラマCD 〜Bump of Lovers〜
- そして恋がはじまる（音響演出）
- その指だけが知っている（音響演出、音響制作）
- タイムリミット（音響演出）
- 抱かれたい男1位に脅されています。シリーズ
  - 抱かれたい男1位に脅されています。（音響演出）
  - 抱かれたい男1位に脅されています。 2（音響演出）
  - 抱かれたい男1位に脅されています。 3（音響演出）
- 地下鉄の犬（音響演出）
- ちんつぶ（制作担当）
- つよがり（音響演出）
- Dear.ジェントルパパ（演出・制作担当）
- できちゃった男子シリーズ
  - できちゃった男子（音響演出）
  - できちゃった男子 ハーレム編（音響演出）
  - できちゃった男子 ハネムーン編（音響演出）
  - できちゃった男子 ハングリー編（音響演出）
  - できちゃった男子 波留日編（音響演出）
  - できちゃった男子 波留日のカレシ編（音響演出）
  - できちゃった男子 MAGAZINE BE×BOY 2015年9月号付録（音響演出）
- デビルズハニー（音響演出）
- でんじゃらすツインズ
- 花色バージンソイル
- ひそやかな情熱シリーズ
  - ひそやかな情熱（音響演出、音響調整）
  - ひそやかな情熱 2 情熱のゆくえ（音響演出）
- プリーズ・ミスター・ポリスマン！（音響演出）
- 僕の知るあなたの話（音響演出）
- マウリと竜
- Mr.シークレットフロア〜小説家の戯れなひびき〜
- ミックス★ミックス★チョコレート（音響演出、音響制作）
- 無慈悲なオトコ（音響演出）
- ラブ＆トラスト（音響演出）
- 凛！ 〜RIN〜（制作担当）
- レンアイ・アラカルト！（音響制作担当）
- 恋愛契約2 ドラマティックな恋愛契約（制作担当）
- 恋愛トラップ（音響演出、音響制作）
- ロッセリーニ家の息子シリーズ
  - ロッセリーニ家の息子 略奪者 1（音響演出）
  - ロッセリーニ家の息子 守護者 2
  - ロッセリーニ家の息子 捕獲者 3（音響演出）
- ワイルド・ロック（音響演出）
- ワガママだけど愛しくて（制作担当）
- ワルイ恋人じゃダメ？（音響演出）

### 日本語版演出
※特記のない限り、演出としての参加。
- エリアス ちいさなレスキューせん（音響制作協力）
- SUSHI GIRL
- 天下無敵のジェシカ・ジェームズ
- 恋はしないより、したほうがマシ
- スウィート17モンスター
- ザ・ルームメイト
- マイ・ブラザー 哀しみの銃弾
- ガーディアンズ：呪われた地下宮殿
- クリープ2
- HICK ルリ13歳の旅
- インターセクション
- 恋はしないより、したほうがマシ
- スローターハウス・ルールズ
- 白蛇：縁起

### その他
- Introduction 〜迫リ来ルMONSTER〜
- 京都コンピュータ学院 CM 公式マスコットキャラクター きょこたん「京都恋文疾走編」
- コンピューター革命 最強×最速の頭脳誕生 アニメパート
- 新・光神話 パルテナの鏡 短編3D映像アニメーション（音響制作）
- テニスの王子様 A DAY OF THE SURVIVAL MOUNTAIN（音響制作）
- テニスの王子様 THE BAND OF PRINCES FILM KICK THE FUTURE!（音響制作）